# Desdemona antarctica
Desdemona antarctica är en ringmaskart som beskrevs av Hartmann-Schröder och Rosenfeldt 1989. Desdemona antarctica ingår i släktet Desdemona och familjen Sabellidae. Inga underarter finns listade i Catalogue of Life.